# Barthélemy Bruguière
Barthélemy Bruguière MEP (* 12. Februar 1792 in Raissac-d’Aude, Frankreich; † 20. Oktober 1835) war ein französischer Bischof der Pariser Mission in Korea und Siam.

## Leben
Bruguière studierte am Seminar in Carcassonne. Am 23. Oktober 1815 wurde er zum Priester geweiht und lehrte ein Jahrzehnt am Seminar. Da er in die Mission nach Vietnam gehen wollte, trat er der Pariser Mission (MEP) bei. 1827 traf er in Asien ein und wurde zu Esprit-Marie-Joseph Florens, dem Apostolischen Vikar von Siam, der nur einen Missionspriester hatte, geschickt. Dort lernte er die thailändische Sprache, fand aber bald heraus, dass die Mehrheit der Christen keine Thai, sondern Khmer, Chinesen, Vietnamesen und Mischlinge von Portugiesen und Asiaten waren. Da die Thai-Buddhisten der Bekehrung nicht sehr zugänglich waren, konzentrierte er sich auf die Minderheiten.
Bruguière lehrte mehrere Jahre an der Kathedrale von Bangkok. Auf wiederholte Anforderung von Florens ernannte Papst Leo XII. ihn am 5. Februar 1828 zum Koadjutor des Apostolischen Vikars von Siam und Titularbischof von Capsus. Am 29. Juni 1829 weihte ihn Esprit-Marie-Joseph Florens, Apostolischer Vikar von Siam, zum Bischof. Nachdem die beiden Missionspriester Claude-Antoine Deschavannes und Jean-Baptiste Pallegoix in Bangkok eingetroffen waren, ging Bruguière 1831 nach Penang, wo er zusammen mit Jacques-Honoré Chastan, Jean-Baptiste Boucho, Jean Pierre Barbe und Laurent Imbert unterrichtete. Durch die besseren Finanzen und die bessere Personalsituation der Pariser Mission vor Ort, war seine Anwesenheit in Siam nicht mehr notwendig und es kamen Überlegungen auf, dass er eine neue Mission in Korea aufbauen sollte. Florens unterstützte die Sache, obwohl er seinen Nachfolger verlor.
Am 9. September 1831 ernannte Papst Gregor XVI. Bruguière zum ersten Apostolischen Vikar von Korea. 1835 segelte er von Singapur nach Manila, von dort nach Macau und weiter über Fujian nach Shanxi. Aufgrund der Christenverfolgung in China und der politischen Veränderungen in Korea nahm er seine Zuflucht zur christlichen Bevölkerung in Chongli, wo er seinen Mitbruder Pierre-Philibert Maubant traf, der als Freiwilliger in der Koreamission mithalf. Am 7. Oktober 1835 brachen sie nach Korea auf. Bruguière wurde krank und starb am 20. Oktober 1835, noch bevor sie Korea erreichten. Maubant wurde später mit Jacques-Honoré Chastan und Laurent Joseph Marius Imbert in Korea inhaftiert und hingerichtet wurden. Sie gelten als Märtyrer.
1931 wurde der Leichnam Bruguières auf einen Friedhof in Seoul umgebettet.